# Jutrosin (gmina)
Jutrosin est une gmina mixte du powiat de Rawicz, Grande-Pologne, dans le centre-ouest de la Pologne. Son siège est la ville de Jutrosin, qui se situe environ 22 km à l'est de Rawicz et 86 km au sud de la capitale régionale Poznań.
La gmina couvre une superficie de 114,93 km2 pour une population de 7 139 habitants en 2014.

## Géographie

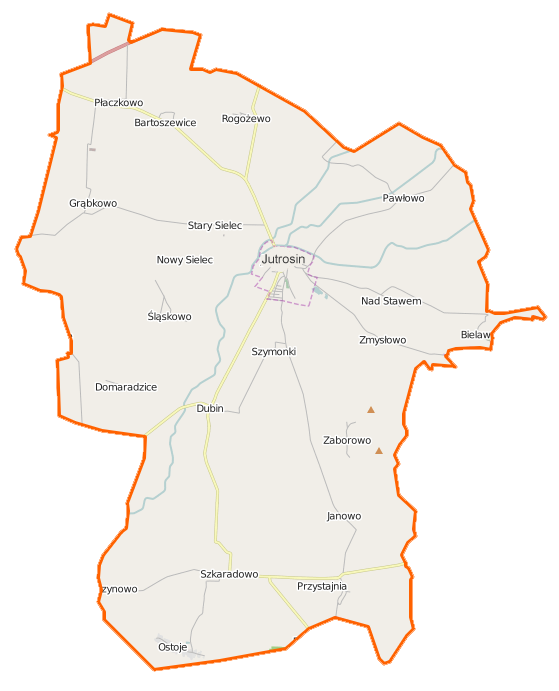
Plan de la gmina.

Outre la ville de Jutrosin, la gmina inclut les villages de:
- Bartoszewice
- Bielawy
- Domaradzice
- Dubin
- Grąbkowo
- Janowo
- Jeziora
- Katarzynowo
- Nad Stawem
- Nowy Sielec
- Ostoje
- Pawłowo
- Płaczkowo
- Rogożewo
- Stary Sielec
- Szkaradowo
- Szymonki
- Śląskowo
- Zaborowo
- Zmysłowo

### Gminy voisines
La gmina de Jutrosin est bordée des gminy de :
- Cieszków
- Kobylin
- Miejska Górka
- Milicz
- Pakosław
- Pępowo
- Zduny

## Structure du terrain
D'après les données de 2002 la superficie de la commune de Jutrosin est de 114,93 km2, répartis comme tel :
- terres agricoles : 78 %
- forêts : 15 %

La commune représente 20,77 % de la superficie du powiat.

## Démographie
Données du 30 juin 2014 :
| Description        | Total  | Total | Femmes | Femmes | Hommes | Hommes |
| ------------------ | ------ | ----- | ------ | ------ | ------ | ------ |
| Unité              | Nombre | %     | Nombre | %      | Nombre | %      |
| population         | 7 139  | 100   | 3 625  | 50,8   | 3 514  | 49,2   |
| Densité (hab./km²) | 62,1   | 62,1  | 31,5   | 31,5   | 30,6   | 30,6   |